# Долина сунца
Долина сунца хрватска је теленовела снимана током 2009. и 2010.
У Србији је приказивана током 2009. и 2010. на телевизији Б92.
Радња серије се одвија у фиктивном месту Јабланово и прати живот три генерације које се уједињују да би спасле свој градић. Окосницу серије чине млада биохемичарка и удовица Ева Краљ и градоначелница Јулија Витезовић.

## Синопсис
Скрхана трагичном смрћу мужа Ева Краљ одлази у мало живописно место Јабланово у којем је радио њен супруг, и замало не настрада када се на заустави на пружном прелазу. На први поглед је одушеви питоми крајолик обасјан сунцем и на сестрино запрепашћење одлучи започети живот у том малом провинцијском граду. Тамо открива да је њен муж водио двоструки живот. У Јабланову живи његова љубавница Јулија и њихово дете. Јулија је градоначелница Јабланова, из богате породице Витезовић, која води велико имање. Витезовићи спремају свадбу за свог усвојеног сина Јурана не сумњајући у мотиве његове женидбе са Наташом Север.
У Евин живот убрзо улазе двојица мушкараца, повучени Кристијан и шармантни Андрија. Ева у шетњи природом сретне Јулијиног брата Кристијана који јој је спасао живот када умало није налетела под воз. После три године проведене у затвору, Андрија Буковац се враћа у град. На путу ка Јабланову упознаје Еву и упозна је са градом. Андрија често долази у сукоб са оцем Николом јер не жели да се бави породичним бизнисом – угоститељством. Целу серију прате успони и падови ових породица, које ће се удружити како би спасле Јабланово од породице Томек.

## Улоге
| Глумац                   | Улога               |
| ------------------------ | ------------------- |
| Бојана Грегорић Вејзовић | Јулија Витезовић    |
| Ана Виленица             | Ева Краљ            |
| Иван Херцег              | Кристијан Витезовић |
| Петар Ћиритовић          | Јуран Витезовић     |
| Крунослав Шарић          | Иван Витезовић      |
| Власта Рамљак            | Адела Витезовић     |
| Роберт Курбаша           | Андрија Буковац     |
| Зијад Грачић             | Никола Буковац      |
| Вишња Бабић              | Ружа Буковац        |
| Петар Цвирн              | Ловро Буковац       |
| Барбара Нола             | Софија Север        |
| Озрен Домитер            | Карло Север         |
| Мирна Медаковић          | Соња Чавар          |
| Вида Јерман              | Винка               |

## Занимљивости о серији
- Серија се за подручје Хрватске емитовала на првом програму Хрватске телевизије у 18:30 сати, у Србији на ТВ Б92 у 20:00 сати, у Републици Српској на РТРС од 17:00 сати, у Федерацији Босне и Херцеговине на Федералној телевизији у 17:25 сати, а у Црној Гори на ТВ Атлас од 20:00 сати.
- Серија је снимана у Самобору и његовој околини, а Јабланово је само фиктивно име места у коме се одвија радња.
- За ову теленовелу снимљени су музички спот и песма „Долина сунца“ у којој вокале певају главне протагонисткиње, Бојана Грегорић Вејзовић и Ана Виленица.
- Ова хрватска теленовела кренула је са емитовањем 21. септембра 2009. У Хрватској је приказивана на ХРТ 1 у термину од 18:30, а своју премијеру „игром случаја“ имала је у Босни и Херцеговини, односно на РТРС истог дана у 17:00. На ТВ Б92 серија је имала премијеру дан касније, 22. септембра у термину од 20:00 сати.